# Mieczysław Seweryniak
Mieczysław Jakub Seweryniak (ur. 11 lipca 1929, zm. 3 czerwca 2015) – polski inżynier chemik. Absolwent z 1956 Politechniki Wrocławskiej. Pracę naukowo-dydaktyczną rozpoczął już jako student w 1955 w Katedrze Chemii Organicznej. Po studiach pracował w Katedrze Technologii Związków Azotowych.  W 1963 obronił pracę doktorską "Badania nad procesem spalania jednorodnego paliwa stałego z dodatkiem glinu". W 1971 objął stanowisko docenta. Od 1989 profesor na Wydziale Chemicznym Politechniki Wrocławskiej. Był odznaczony Krzyżem Kawalerskim Orderu Odrodzenia Polski, Złotym Krzyżem Zasługi, Złotą Odznaką za Zasługi dla Przemysłu Chemicznego, Złotą Odznaką Politechniki Wrocławskiej.

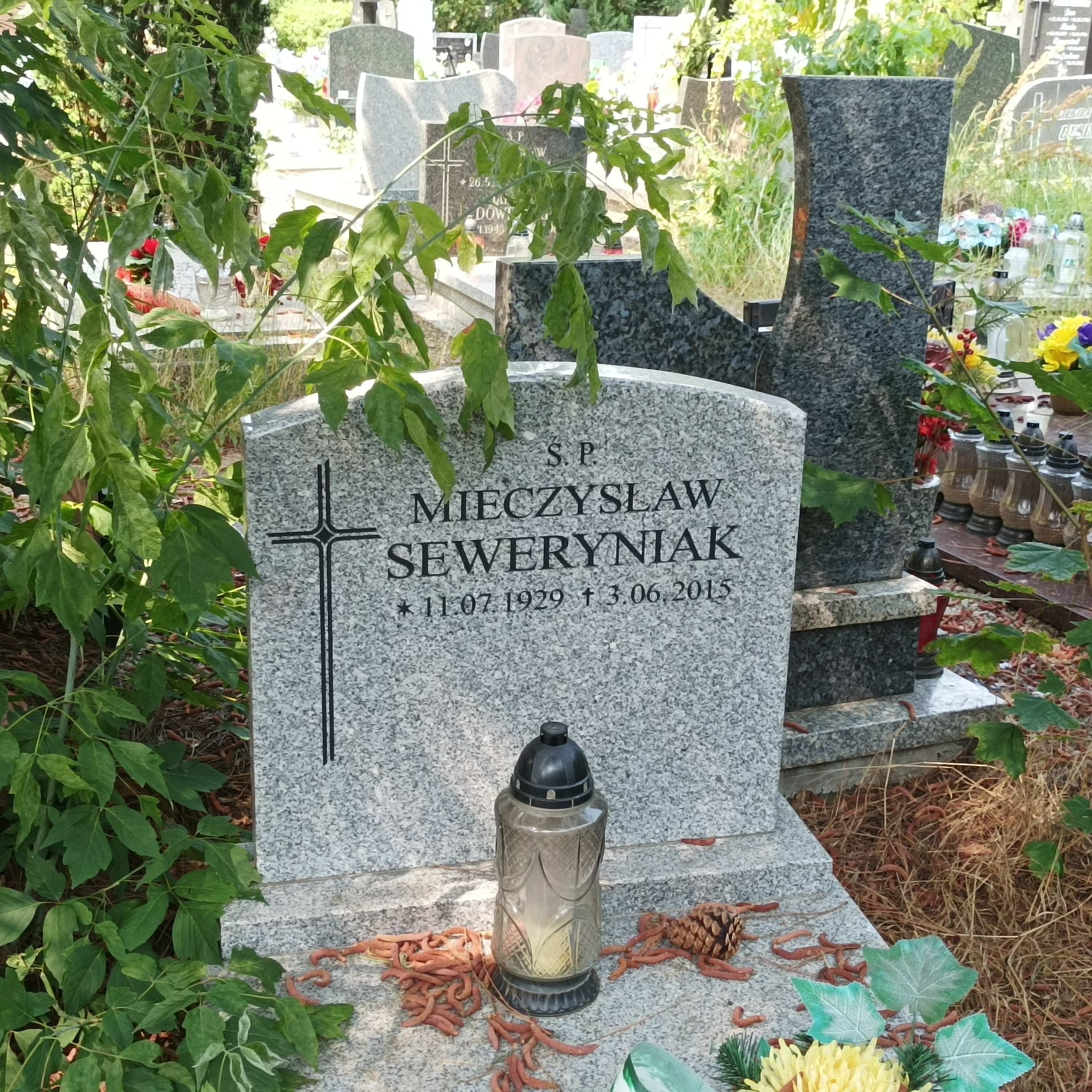
Grób prof. Mieczysława Seweryniaka na Cmentarzu Świętej Rodziny